# أحمد مختار
شودري أحمد مختار (22 يونيو 1946 - 25 نوفمبر 2020)، هو سياسي ورجل أعمال باكستاني شغل منصب وزير الدفاع الباكستاني (2008 - 2012) في حكومة رئيس الوزراء يوسف رضا الكيلاني. كما امتلك مجموعة سيرفيس.
توفي أحمد مختار في 25 نوفمبر 2020 عن عمر يناهز 74 عامًا.

## روابط خارجية
- أحمد مختار على موقع أرشيف الشارخ.